# Kyrkkläpparna
Kyrkkläpparna är en ö nära Kirjais i Nagu,  Finland.   Den ligger i Pargas stad i den ekonomiska regionen  Åboland  och landskapet Egentliga Finland. Ön ligger omkring 2 kilometer sydväst om Kirjais, omkring 10 kilometer söder om Nagu kyrka,  43 kilometer sydväst om Åbo och 170 km väster om Helsingfors. Närmaste allmänna förbindelse är förbindelsebryggan vid Brännskär som trafikeras av M/S Nordep och M/S Cheri.
Terrängen på Kyrkkläpparna är varierad.